# Президентски избори в Алжир (2019)
Президентските избори в Алжир следва да се проведат през 2019 г. предвид изтичането на мандата на президента Абделазиз Бутефлика на 28 април същата година.

## Редовни избори (18 април)
Първоначално са насрочени като редовни за 18 април с.г. На 10 февруари Бутефлика обявява кандидатурата си за изборите. На 18 февруари обаче в страната започват масови протести против издигането на Бутефлика за V мандат. Съобщено е официално, че президентът е хоспитализиран в критично състояние в реанимацията на университетска болница в Женева.
Поради продължаващите вълнения той обявява на 11 март, че няма да участва в изборите, а те ще бъдат проведени след разработване на проект за нова конституция на Алжир. На 1 април Бутефлика заявява, че ще напусне президентския пост към 28 април с.г. с изтичането на настоящия му президентски мандат. Подава обаче оставка от президентския пост на следващия ден 2 април 2019 г.

## Отложени избори (4 юли)
Съгласно конституцията на страната при подаване на оставка функциите на президента изпълнява председателят на Националния съвет (горната палата на парламента), който е длъжен в срок от 60 дни да организира и проведе президентски избори. Временният президент обаче няма право да се кандидатира за президент.
Парламентът се събира след седмица и утвърждава председателя на Националния съвет Абделкадер Бенсалах (р. 1941) за изпълняващ длъжността президент на Алжир на 9 април 2019 г. На следващия ден 10 април е обявено, че изборите за президент на Алжир са насрочени за 4 юли 2019 г.